# Xian de Lingshou
Le xian de Lingshou (灵寿县 ; pinyin : Língshòu Xiàn) est un district administratif de la province du Hebei en Chine. Il est placé sous la juridiction de la ville-préfecture de Shijiazhuang.

## Démographie
La population du district était de 312 936 habitants en 1999.